# Sisu SA-150
Sisu SA-150 là một loại xe tải đi đường địa hình, có kích thước trung bình, hai trục được chế tạo bởi Hãng chế tạo xe hạng nặng Oy SISU-Auto Ab từ năm 1982 đến năm 1991. Xe tải bốn bánh với công suất tải của 6 400 kg đã được phát triển để kéo các khẩu pháo hạng nặng của lực lượng Quốc phòng Phần Lan.

## Phát triển
Dựa trên kinh nghiệm từ SISU A-45 và do các khẩu pháo mới, các khẩu pháo nặng hơn, cần đến một nhu cầu cho xe mạnh mẽ hơn trong Các lực lượng quốc phòng Phần Lan. Do đó, Sisu-Auto bắt đầu một dự án phát triển của một xe tải địa hình cỡ trung hoàn toàn mới. [4]
Công tác thiết kế kỹ thuật bắt đầu vào năm 1978 ở văn phòng chính của Sisu-Auto lúc đó tọa lạc ở phố Fleming, Helsinki. Giám đốc quản lý dự án là Seppo Kokkola, kỹ sư trưởng của công ty. Các thành viên khác là Kari Lindholm, Veli Vallinoja, Uoti Hartikainen và Kalevi Kakko các kỹ sư đáng chú ý nhất của Sisu-Auto. Điểm khởi đầu là khả năng tương thích NATO, có thể được nhìn thấy ví dụ trên kích thước lốp 14,00-20 và hình dáng chung của chiếc xe. Việc lắp ráp nguyên mẫu đầu tiên được bắt đầu vào tháng 11 năm 1979 và chạy thử nghiệm đầu tiên được thực hiện tại tháng hai sau tiếp đó. Trong tháng tư, các mẫu thử nghiệm đã được đưa đến Rovajärvi để thử nghiệm tại hiện trường và trong mùa thu tiếp đó đã bắt đầu một chương trình thử nghiệm nửa năm. Chiếc xe đã vượt qua các bài kiểm tra của các lực lượng quốc phòng.
Nguyên mẫu được gọi là SA-140. Nó có động cơ được hỗ trợ bởi một tăng áp Valmet tăng áp 611 công suất 140 kW. Tốc độ tối đa là 100 km / h và với tỉ số truyền lớn nhất, tốc độ tối đa là 1,6 km / h. Chiếc xe rõ ràng là lớn hơn và mạnh mẽ hơn so với A-45. Trọng lượng hạn chế của nó là gần giống như tổng trọng lượng từ A-45. 
Tại giai đoạn phát triển ban đầu của nó A-45 đã được biệt danh là "Proto-SISU", đề cập đến nguyên mẫu bởi các sĩ quan quân đội Phần Lan. Rõ ràng, Sisu-Auto không thích tên gọi này và đặt tên xe là Masi, mà đi kèm từ Maasto-SISU, ″Terrain Sisu″. Masi cũng là tên Phần Lan Beetle Bailey.